# Colonia del Connecticut
La Colonia del Connecticut è una colonia inglese fondata nel 1636. Fu una delle tredici colonie a fondare gli Stati Uniti d'America.

## Storia
Originariamente nota col nome di River Colony, la colonia del Connecticut venne fondata il 3 marzo 1636 da un gruppo di gentiluomini puritani. Dopo alcuni scontri locali con gli olandesi, gli inglesi ottennero proprio in quel periodo il controllo totale dell'area. La colonia fu successivamente teatro di una sanguinosa guerra tra inglesi e indiani, conosciuta col nome di Pequot War. La colonia giocò un ruolo significativo nella fondazione dell'autogoverno del Nuovo Mondo col suo rifiuto assoluto di rinunciare all'autorità locale verso il dominion del New England, evento noto come Charter Oak incident.
Altre due colonie vennero unite al Connecticut nel corso della sua esistenza: la Colonia di Saybrook nel 1644 e la Colonia di New Haven nel 1662.